# Назрань (станция)
Назра́нь — железнодорожная станция Минераловодского региона Северо-Кавказской железной дороги, находящаяся в городе Назрань Республики Ингушетия.

## История
В конце августа 1891 года началось строительство железнодорожной ветки Беслан — Петровск вблизи Назрановской крепости. А 1 мая 1893 года здесь был открыт железнодорожный вокзал.
До боевых действий в Чеченской Республике от станции Назрань существовал железнодорожный участок до станции Грозный. В настоящее время участок практически полностью разобран — от Назрани железная дорога осталось лишь до станции Слепцовская.
В начале 2000-х гг. вместо старого здания вокзала был отстроен новый современный инновационный вокзальный комплекс повышенной комфортности.
В 2006 году по итогам, подведенным Управлением Минераловодского региона Северо-Кавказской железной дороги за четвертый квартал года станция «Назрань» стала победителем соревнования среди коллективов системы. Так, объем  принятых станцией для республики грузов составил 373.330 тонн (на 109 процентов больше  показателя предыдущего года). Среднесуточная выгрузка вагонов с поступившими грузами  достигла 17,1 вагонов (рост составил 108,8 %). Производительность труда достигла роста  до  115%. Объем пассажирских перевозок за указанный период составил 82 тысячи  человек (103 %).
1 ноября 2012 года ОАО "Федеральная Пассажирская Компания" (ФПК) и руководство Республики Ингушетия подписали Соглашение о сотрудничестве в области пассажирских перевозок. Так, республика стала первым регионом России, выразившим готовность взять на себя компенсацию выпадающих доходов, которые возникнут у ФПК при организации перевозки пассажиров новым фирменным поездом сообщения Назрань – Москва.
В январе 2013 году указанный фирменный поезд Назрань – Москва был официально запущен. Данный поезд стал первым в истории российских железных дорог проектом, который был реализован при активном участии непосредственно региона страны. Поезд укомплектован четырнадцатью современными вагонами, среди которых шесть плацкартных, пять купейных, СВ, вагон-ресторан и штабной вагон. Пассажирам доступны телевизор, Wi-Fi-соединение и пр.

## Описание
В здании вокзала станции располагаются залы повышенной комфортности. Имеются просторный зал ожидания, комнаты длительного отдыха, несколько билетных касс, справочная служба, комната для матери и ребенка, багажное отделение для хранения багажа, а также буфеты и кафетерии. Вокзал охраняется специальной службой.
В связи с обострёнными отношениями между осетинским и ингушским народами, поезда следующие прямыми сообщениями из Назрани и в Назрань на станции Беслан не останавливаются.

## Пассажирское сообщение по станции

### Направления поездов дальнего следования
| Страна               | Пункт назначения |
| -------------------- | ---------------- |
| Российская Федерация | Москва-Казанская |

### Направления поездов пригородного сообщения
| Страна | Пункт назначения |
| ------ | ---------------- |
| —      | —                |

По состоянию на июнь 2022 года по станции курсируют следующие поезда пригородного сообщения:
| Пригородное сообщение | Пригородное сообщение | Пригородное сообщение | Пригородное сообщение |
| № поезда              | Маршрут движения      | № поезда              | Маршрут движения      |
| --------------------- | --------------------- | --------------------- | --------------------- |
| —                     | —                     | —                     | —                     |

По состоянию на июнь 2022 года по станции курсируют следующие поезда дальнего следования:
| Дальнее следование               | Дальнее следование               | Дальнее следование               | Дальнее следование               |
| № поезда                         | Маршрут движения                 | № поезда                         | Маршрут движения                 |
| Круглогодичное обращение поездов | Круглогодичное обращение поездов | Круглогодичное обращение поездов | Круглогодичное обращение поездов |
| -------------------------------- | -------------------------------- | -------------------------------- | -------------------------------- |
| 145 «Ингушетия»                  | Назрань — Москва                 | 146 «Ингушетия»                  | Москва — Назрань                 |
| Сезонное обращение поездов       |                                  |                                  |                                  |
| —                                | —                                | —                                | —                                |

## Изменения в пассажирском сообщении по станции
- 26 мая 2013 года — отменён из обращения пассажирский поезд (681/682) дальнего следования до станции Минеральные Воды.
- 10 января 2013 года — введён в обращение скорый фирменный поезд (145/146) дальнего следования «Ингушетия» до станции Москва.
- 29 декабря 2012 года — отменён из обращения пассажирский поезд (365/366) дальнего следования до станции Москва.

## Адрес вокзала
- 386102, Россия, Республика Ингушетия, г. Назрань, ул. Победы, д. 1
- Справочная: +7 (8732) 22-23-23